# Sportler (Unternehmen)
Die Sportler AG ist eine der größten Sportfachhandelsketten Europas mit Hauptsitz in Bozen in Südtirol.
Das Unternehmen wurde 1977 von den Brüdern Georg und Heiner Oberrauch in Bozen gegründete. Es betreibt 36 Filialen (Stand 2025) sowie einen Onlineshop in den Regionen Lombardei, Trentino-Südtirol und Venetien sowie im österreichischen Tirol und Vorarlberg. Dabei eröffnete ab 1994 das Unternehmen auch Filialen außerhalb Italiens. Die Kernbereiche des Sporthandelshauses umfassen sämtliche alpinen Sportarten. Das größte Ladengeschäft der gesamten Kette befindet sich in Innsbruck und ist auch gleichzeitig das größte Geschäft für den Alpinsport in Tirol. 2012 wurde die Bergzeit von dem Gründer von der Sportler AG übernommen.